# Aston Martin DB4
El DB4 es un automóvil deportivo gran turismo que fue producido por el fabricante británico Aston Martin desde 1958 hasta 1963.
Técnicamente, el DB4 no fue un desarrollo del DB Mark III al que reemplazó. Disponía de una plataforma portante en lugar de un chasis tubular, así como de un nuevo motor concebido por Tadek Marek. El diseño del DB4 sirvió de base para los modelos posteriores de Aston Martin, como el DB4 GT Zagato, o el sedán de cuatro puertas Lagonda Rapide.

## Diseño
La carrocería ligera (superleggera) con estructura tubular fue diseñado por Carrozzeria Touring en Milán, y su aspecto "Continental" causó sensación en su presentación en el Salón del Automóvil de Londres de 1958. Aunque el diseño y las técnicas de construcción eran italianas, el DB4 fue el primer Aston que se construyó en la fábrica de Newport Pagnell de la compañía, en Buckinghamshire, Inglaterra.

## Especificaciones

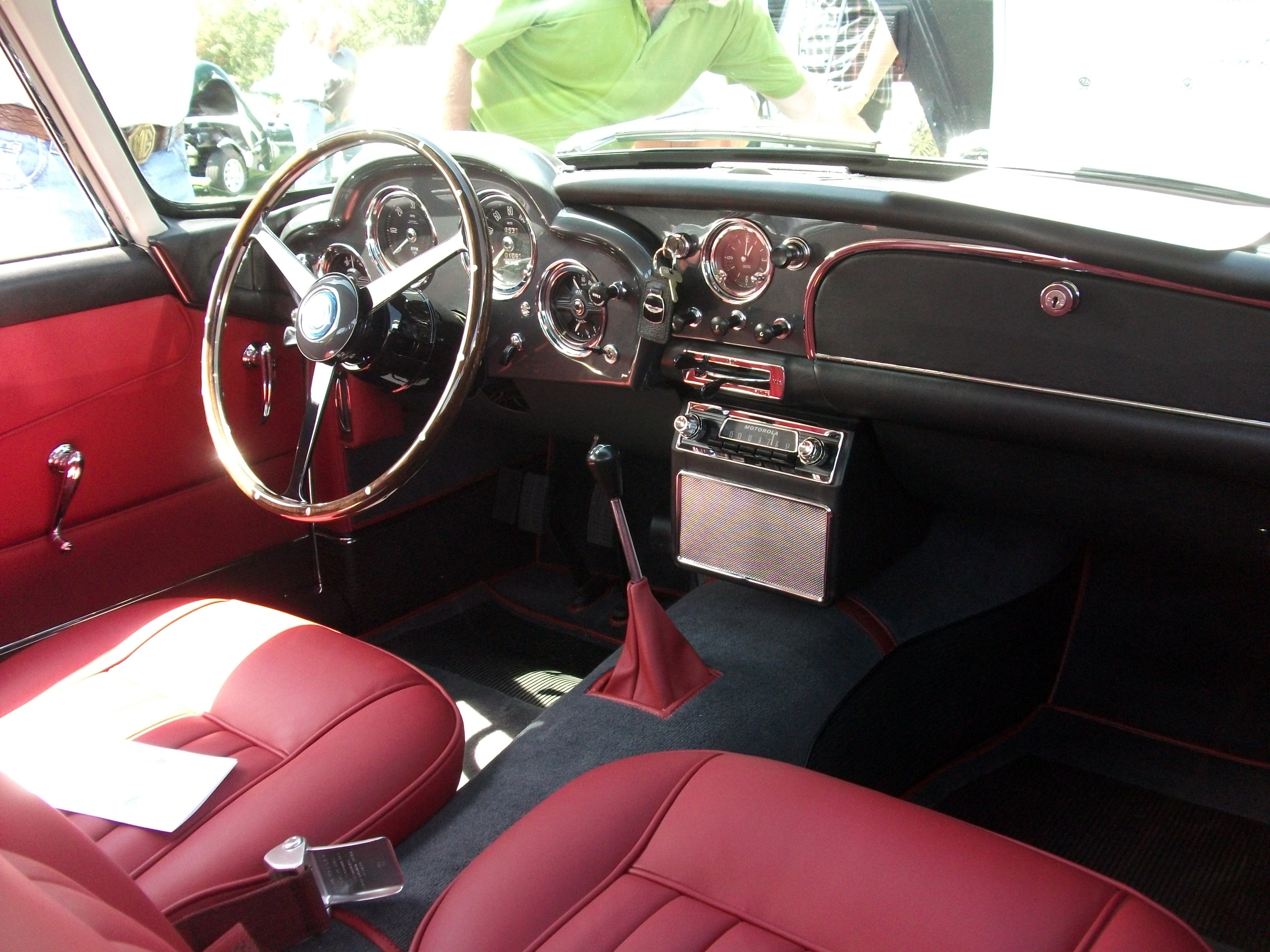
Interior del Aston Martin DB4 de 1961

El motor de 3.7 L (3670 cc/223 in³), diseñado por Tadek Marek (un piloto de carreras nacido en Polonia), era un propulsor de seis cilindros en línea y árbol de levas en cabeza, con culata y bloque de aleación de aluminio fundido R.R.50, un desarrollo del motor anterior. Inicialmente era propenso a sobrecalentarse, pero los 240 hp (179 kW) producidos por la versión con carburadores gemelos SU hizo que los compradores perdonaran este desafortunado rasgo.
Los frenos de disco servoasistidos se instalaron en las cuatro ruedas: los discos Dunlop iniciales de 11,5 plg (292 mm) de diámetro fueron reemplazados por unos Girling. Al principio, el DB4 equipaba llantas de 16" con neumáticos 600H16 Avon TurboSpeed crossply, o 185VR16 Pirelli Cinturato CA67 como opción radial. En 1962 se cambiaron a llantas de 15" 6.70V15 Avon TurboSpeed con la opción de actualización a los neumáticos radiales 185VR15 Cinturato Pirelli.
La suspensión delantera independiente usaba horquillas articuladas con rótulas esféricas, resortes helicoidales y dirección de piñón y cremallera. El eje de viga trasero también montaba resortes helicoidales, y utilizaba un mecanismo de Watt. La relación de transmisión final normal para el uso británico y europeo era de 3,54:1, pero en los Estados Unidos la relación era normalmente de 3,77:1. Los clientes que deseaban un automóvil con una velocidad máxima especialmente alta podían elegir una relación de 3,31:1.

## Rendimiento
Un automóvil con la relación de transmisión final estándar británica de 3,54 probado por la revista The Motor en 1960 tenía una velocidad máxima de 139,3 mph (224,2 km/h) y podía acelerar desde 0-60 mph (96,6 km/h) en 9,3 segundos. Se registró un consumo de combustible de 17,7 millas por galón imp (16,0 L/100 km; 14,7 mpgAm). El coche de prueba costó 3967 libras esterlinas, impuestos incluidos.

## Modelos

### DB4 "Serie"
Había cinco "series" de DB4. Los cambios más visibles fueron la adición de marcos a las ventanas en la Serie II y la adopción de una rejilla con barrotes (en lugar de un entramado en relieve que recordaba a una caja de huevos) en la Serie IV. Los coches de la Serie III se diferenciaban de los anteriores por tener luces traseras que constaban de tres pequeñas lámparas montadas sobre una placa trasera de cromo. Los coches anteriores tenían unidades de una sola pieza y las últimas unidades de la Serie V de septiembre de 1962 montaban luces traseras similares pero empotradas. La Serie V también tenía una carrocería más alta y más larga para proporcionar más espacio interior, aunque el diámetro de las ruedas se redujo para mantener la altura total igual. El frente de la Serie V usualmente era del estilo más aerodinámico, como ya se estilaba en los modelos Vantage y GT, un diseño que luego se trasladó a los DB5.

#### DB4 Convertible

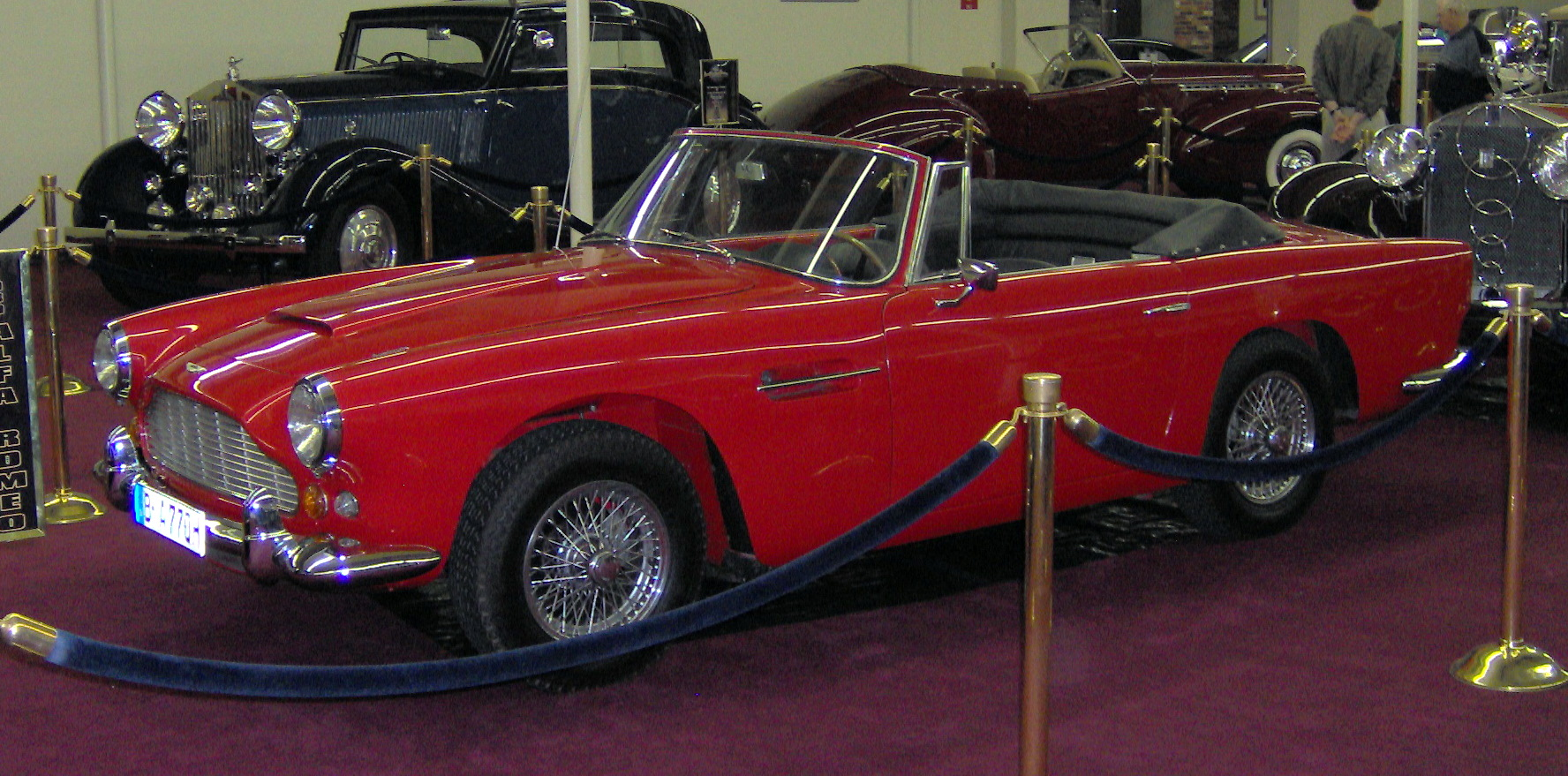
Aston Martin DB4 Series V Convertible de 1962

En octubre de 1961 se introdujo una versión descapotable. Presentaba un estilo interno similar al Touring sedán, y también estaba disponible una variante de techo rígido de fábrica extremadamente rara. En total, se fabricaron 70 convertibles sobre una producción total de 1110 DB4. De estos, 30 eran de la Serie IV, y los 40 restantes pertenecían a la Serie V. Todos los 32 descapotables construidos (11 y 21 de las diferentes series respectivamente) estaban equipados con el motor Vantage más potente. La velocidad máxima de la versión normal era de aproximadamente 136 millas por hora (219 km/h).

### DB4 GT
El DB4 GT era una versión especial ligera y de alto rendimiento del DB4. Introducido en septiembre de 1959, presentaba faros cerrados y un revestimiento de aluminio más delgado para aligerar su peso. La distancia entre ejes también se redujo en comparación con la del automóvil estándar, lo que se tradujo en que muchas unidades no estuvieran equipadas con asientos traseros.
El motor era lo que hacía especial al GT. Disponible en versiones de 3,7 L (3670 cc/223 in³) y 3,8 L (3750 cc/228 in³), el motor tenía dos bujías por cilindro con dos distribuidores y tres carburadores Weber de doble estrangulador. Las modificaciones en la culata llevaron la compresión a 9:1 y la potencia era de 302 hp (225 kW). La velocidad máxima para el GT era de 151 mph (243 km/h), tardando 6,1 segundos para pasar de 0 a 60 mph (97 km/h). Fue el automóvil de carretera de producción legal más rápido en ese momento.

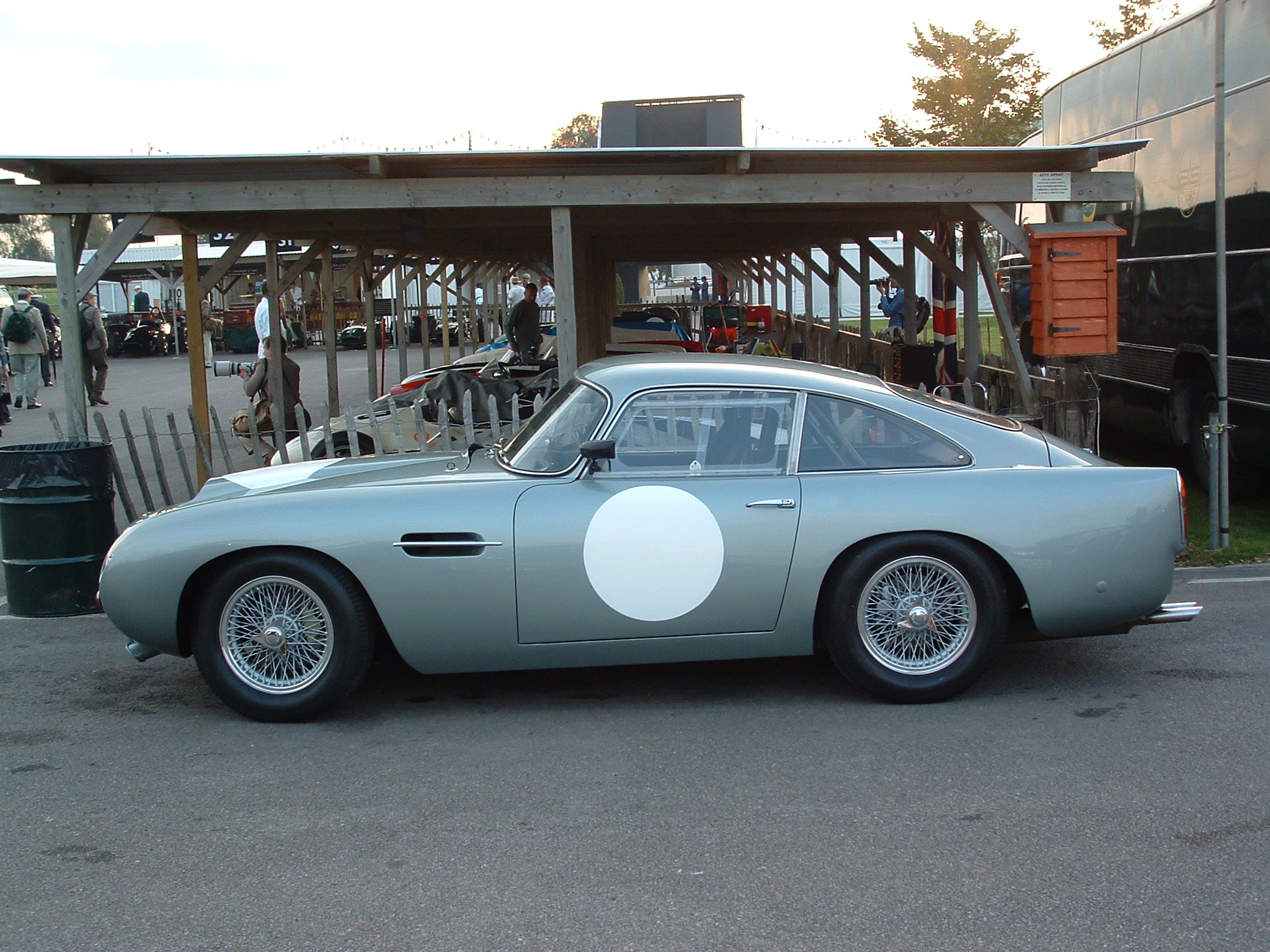
DB4GT en el Goodwood Revival de 2004

Setenta y cinco GT se construyeron con este estilo de carrocería. Diecinueve más fueron modificados por la fábrica de Zagato en Italia, reconvertidos en DB4 GT Zagato, con rejillas ovaladas lisas, ruedas Borrani con radios de alambre y una parte trasera suavizada sin las aletas traseras del GT original. Un único automóvil fue diseñado por Bertone, siendo apodado Bertone Jet.

#### DB4 GT Continuación
En 2016, Aston Martin Works anunció que se fabricarían en su planta de Newport Pagnell otros veinticinco automóviles exclusivos para pista, basados en la especificación ligera de 1959 y cada uno con un costo de alrededor de 1,5 millones de libras, y cuya entrega estaba prevista para finales de 2017.

### Vantage
Con la introducción de la Serie IV en 1961, se ofreció el DB4 Vantage de alto rendimiento. Presentaba tres carburadores SU y culatas de cilindros especiales, lo que aumentaba la potencia a 266 hp (198 kW). La mayoría de los modelos Vantage usaban los faros cerrados del DB4 GT. En total, se produjeron 136 sedanes y 32 convertibles con el motor Vantage.

### Vantage GT

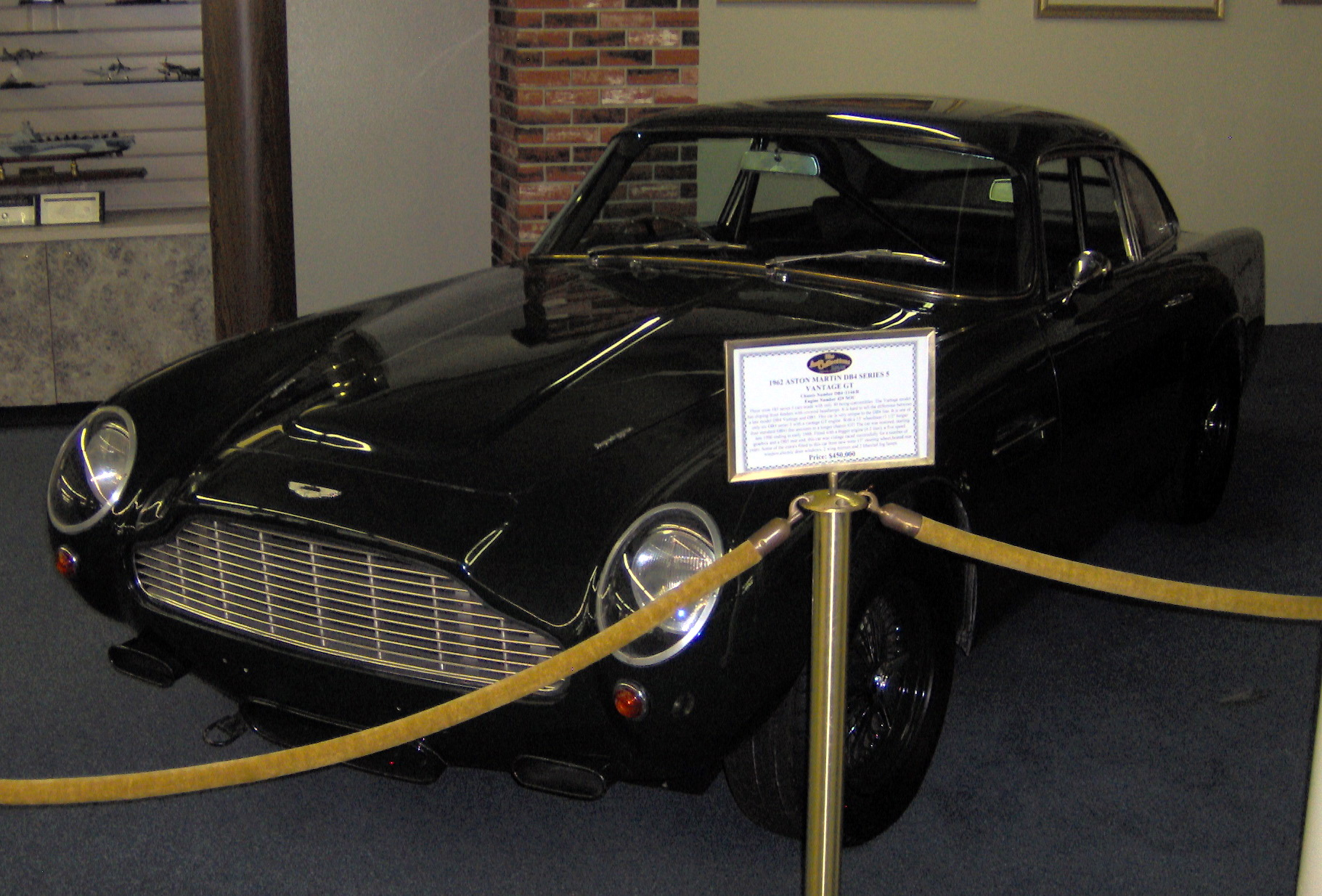
Aston Martin DB4 Series 5 Vantage GT de 1962

Un pequeño número de DB4 que no eran GT utilizaban el motor más potente del GT. Esta combinación a menudo se llama Vantage GT, aunque no todos incluían el paquete Vantage y ninguno era técnicamente un GT. Tres coches de la Serie III, cinco de la Serie IV y seis de la Serie V tienen esta combinación inusual de carrocería y motor, para completar un total de 14.